# Jusuf Zejnullahu
Jusuf Zejnullahu (ur. 1944 w Svircach) – kosowski działacz niepodległościowy, ostatni przewodniczący Rady Wykonawczej Socjalistycznej Prowincji Autonomicznej Kosowo od 4 grudnia 1989 do 5 lipca 1990 oraz pierwszy premier Republiki Kosowa od 7 września 1990 do 5 lipca 1991.

## Życiorys
W lipcu 1990 roku, jako przewodniczący Rady Wykonawczej Socjalistycznej Prowincji Autonomicznej Kosowo, wzywał do ogłoszenia wolnych wyborów i budowy systemu wielopartyjnego, za co został osadzony w więzieniu przez władze jugosłowiańskie. Od 7 września 1990 do 5 lipca 1991 był premierem nieuznawanej wówczas Republiki Kosowa na uchodźstwie.

## Życie prywatne
Ma córkę Donikę oraz syna Dugagjina; przybyli do Stanów Zjednoczonych w 1997 roku, gdzie ukończyli naukę wyższą na uniwersytetach na Florydzie. 2 lata później Jusuf Zejnullahu również wyemigrował do Stanów Zjednoczonych po tym, gdy amerykańskie władze zgodziły się przyjąć 20 tys. uchodźców z Kosowa; aktualnie mieszka w Clearwater.